# Henry Geldzahler
Henry Geldzahler (* 9. Juli 1935 in Antwerpen; † 16. August 1994 in Southampton, Suffolk County, New York) war ein aus Belgien stammender, US-amerikanischer Kurator für zeitgenössische Kunst.

## Leben
Henry Geldzahler kam 1935 als Sohn des jüdischen Ehepaars Joseph Geldzahler (1904–1991) und Charlotte Geldzahler geb. Gutwirth (* 1909) zur Welt. Der Vater arbeitete als Diamantenhändler in Antwerpen. 1940 floh die Familie vor den Nazis nach New York City. Geldzahler wuchs in Manhattan auf und studierte anschließend an der Yale University, wo er auch graduierte. Danach begann er ab 1957 ein Doktorandenstudium an der Harvard University, das er aber nicht abschloss. Seit 1960 war er als Kurator für amerikanische Kunst des 20. Jahrhunderts am Metropolitan Museum of Art tätig. Anders als die meisten seiner Kuratorenkollegen schloss er enge persönliche Freundschaften mit den von ihm betreuten Künstlern, darunter Jackson Pollock, Willem de Kooning, Jasper Johns, Frank Stella und – vor allem – Andy Warhol. Geldzahler hatte Warhol 1960 durch den Kunsthändler Ivan Karp kennengelernt, der als Assistent Director in der Galerie von Leo Castelli arbeitete. Sie schlossen bald Freundschaft, telefonierten fast täglich miteinander und besuchten gemeinsam Empfänge und Partys.
Am Tag nach den Aufnahmen zu Empire, bei denen einige Filmrollen unbelichtet geblieben waren, nutzte Andy Warhol übriggebliebenes Material, um Geldzahler auf der berühmten „roten Couch“ der Factory abzulichten. Gefilmt wurde am Sonntag, 26. Juli 1964. Der von Warhol meist allein gelassene Darsteller saß da, starrte in die Kamera und rauchte eine Zigarre. Da die Aufnahmen sich über zwei Stunden erstreckten (Gesamtlänge des fertigen Films: 99 min.), kann man sehen, wie Geldzahler sich zunehmend unwohl fühlt. Am Schluss liegt er zusammengekauert wie ein Foetus auf dem Sofa. Die Freundschaft zwischen Warhol und Geldzahler kühlte schon 1965 merklich ab und war ernsthaft gefährdet, als Geldzahler zum Kurator für zeitgenössische amerikanische Kunst bei der Biennale von Venedig 1966 ernannt wurde; weder teilte er dies seinem Freund mit noch wählte er eines seiner Werke für diese wichtige Ausstellung aus.
1969 porträtierte David Hockney Geldzahler und dessen Lebensgefährten Christopher Scott, in den 70er Jahren malte Warhol ein großes Porträt von Geldzahler. Zwischen 1977 und 1982 wirkte Geldzahler als Beauftragter für kulturelle Angelegenheiten für den Oberbürgermeister von New York, d. h. für Abraham D. Beame und Ed Koch. Danach bis zu seinem Krebstod im Alter von 59 Jahren war er als Privatkurator für verschiedene Stiftungen tätig. Zu internationalem Renommee verhalf ihm die Ausstellung New York Painting and Sculpture: 1940–1970, für die er 35 Galerien für zeitgenössische Kunst gewinnen und mit der er ein neuartiges Ausstellungskonzept durchsetzen konnte.

## Werke
- American Painting in the Twentieth Century. New York: Metropolitan Museum of Art, 1965
- New York Painting and Sculpture: 1940–1970. New York, Dutton, 1969
- Charles Bell: the Complete Works, 1970–1990. New York: Abrams, 1991
- Andy Warhol: Portraits of the Seventies and Eighties. London: Thames and Hudson, 1993